# Haukivuori
Haukivuori est une ancienne municipalité du centre-est de la Finlande, dans la région de Savonie du Sud et la province de Finlande orientale.
C'était la ville de naissance du général Taavetti Laatikainen, un des commandants de l'armée finlandaise pendant la seconde Guerre mondiale
Le petit village est bordé par le grand lac Kyyvesi. Le reste de la commune est très majoritairement couvert de forêts, avec une curiosité géologique, le plus grand drumlin d'Europe, Saksalanharju, qui domine le lac de près de 65 mètres.
La gare du village, sur le chemin de fer de Savonie, marque le milieu du chemin entre Mikkeli et Pieksämäki.
La petite paroisse, fondée en 1737, a toujours été dans l'ombre de ses voisines. Elle a été dotée d'une administration municipale en 1873. Son pic de population a été atteint juste après la Guerre de Continuation, avec 5 600 habitants, avant de connaître une décrue continue qui n'a jamais été endiguée. Le 1er janvier 2007, la petite municipalité est rattachée à la ville de Mikkeli.
Outre Mikkeli au sud, les municipalités voisines sont Kangasniemi à l'ouest et Pieksänmaa au nord et à l'est.